# Metastelma acerosum
Metastelma acerosum là một loài thực vật có hoa trong họ La bố ma. Loài này được (Silveira) Fontella & E.A. Schwarz mô tả khoa học đầu tiên năm 1983.